# Tercera divisió espanyola de futbol 2014-2015
La Tercera Divisió d'Espanya 2014-15 és el quart nivell del futbol espanyol. Va començar a l'agost de 2014 i va finalitzar al juny de 2015 amb els play-offs de la promoció d'ascens a Segona B.

## Promoció d'ascens a Segona Divisió B

### Equips classificats
Els següents equips s'han classificat per a la promoció d'ascens a Segona Divisió B:
En negreta s'indicaran els equips que ascendiran a Segona Divisió B.
| Grup I                           | Grup II            | Grup III                         | Grup IV                | Grup V                    |
| -------------------------------- | ------------------ | -------------------------------- | ---------------------- | ------------------------- |
| 1r. Pontevedra C.F.              | 1r. Comtal Club    | 1r. S.D. Laredo                  | 1r. Club Portugalete   | 1r. F.C. Ascó             |
| 2n. R.C. Deport. de La Corunya B | 2n. Cabal Esportiu | 2n. R.S. Gimnást. de Torrelavega | 2n. S.D. Guernica Club | 2n. C.F. Pobla de Mafumet |
| 3r. C.C.D. Cerceda               | 3r. R. Oviedo B    | 3r. R. Racing C. Santander B     | 3r. Sorres Club        | 3r. C.I. Europa           |
| 4 °C.D. Xoco                     | 4º C.D. Tuilla     | 4 °C.D. Cayón                    | 4º S.C.D. Durango      | 4º O.I. Figueres          |

| Grup VI                  | Grup VII                  | Grup VIII                    | Grup IX                  | Grup X                     |
| ------------------------ | ------------------------- | ---------------------------- | ------------------------ | -------------------------- |
| 1r. C. D. Castelló       | 1r. C.F. Raig Majadahonda | 1r. Arandina C.F.            | 1r. Linares Esportiu     | 1r. Algesires C.F.         |
| 2n. Atlètic Llevant O.D. | 2n. C.D.A. Navalcarnero   | 2n. C.D. Numància de Soria B | 2n. C. Atlètic Malagueny | 2n. Sant Fernando C.D.     |
| 3r. Novelda C.F.         | 3r. F. Alcobendas Sport   | 3r. C.D. Palencia Bpié.      | 3r. O.D. Sant Pere       | 3r. C.D. Gerena            |
| 5º Ontinyent C.F.        | 4º A.D. Unió Adarve       | 4º Gimnàstica Segoviana C.F. | 4º Martos C.D.           | 4º Atlètic Sanluqueño C.F. |

| Grup XI                    | Grup XII                | Grup XIII                         | Grup XIV             | Grup XV              |
| -------------------------- | ----------------------- | --------------------------------- | -------------------- | -------------------- |
| 1r. S.D. Formentera        | 1r. C.D. Missatger      | 1r. F.C. Jumella                  | 1r. Mèrida A.D.      | 1r. Penya Sport F.C. |
| 2n. C.D. Llosetense        | 2n. O.D. Lanzarote      | 2n. R. Murcia Imperial C.F.       | 2n. Extremadura O.D. | 2n. A.D. Sant Joan   |
| 3r. S.C.R. Penya Esportiva | 3r. C.D. Marí           | 3r. C.F. El Castell Huércal-Overa | 3r. Jerez C.F.       | 3r. C.D. Izarra      |
| 4 °C.I. Mercadal           | 4º R. Sporting San José | 4º Águilas F. C.                  | 4 °C.D. Badajoz      | 4º C.A. Osasuna B    |

| Grup XVI            | Grup XVII         | Grup XVIII                    |
| ------------------- | ----------------- | ----------------------------- |
| 1r. C.D. Varea      | 1r. C.D. Ebre     | 1r. C.F. Talavera de la Reina |
| 2n. C.D. Calahorra  | 2n. C.D. Teruel   | 2n. O.D. Almansa              |
| 3r. S.D. Logroñés   | 3r. C.D. Sariñena | 3r. C.D. Quintanar del Rei    |
| 4 °C. Haro Esportiu | 4º S.D. Tarazona  | 4º Manzanares C.F.            |

| Classificat per a la ruta de campions de grup de la promoció d'ascens ( si va obtenir l'ascens)    |
| Classificat per a la ruta de no campions de grup de la promoció d'ascens ( si va obtenir l'ascens) |

### Equips ascendits
Els següents equips han ascendit a Segona Divisió B:
| Grup I - Pontevedra C.F. Grup II - No va ascendir cap equip d'aquest grup Grup III - No va ascendir cap equip d'aquest grup Grup IV - Club Portugalete - S.D. Guernica Club - Arenas Club Grup V - C.F. Pobla de Mafumet Grup VI - Atlètic Llevant O.D. | Grup VII - C.F. Raig Majadahonda Grup VIII - Arandina C.F. Grup IX - Linares Esportiu Grup X - Algesires C.F. Grup XI - C.D. Llosetense Grup XII - C.D. Missatger | Grup XIII - F.C. Jumella Grup XIV - Mèrida A.D. Grup XV - Penya Sport F.C. - C.D. Izarra Grup XVI - No va ascendir cap equip d'aquest grup Grup XVII - C.D. Ebre Grup XVIII - C.F. Talavera de la Reina |

|-
|Precedit per:
Tercera divisió espanyola de futbol 2013-2014
|{{{títol}}}
2014-15
|Succeït per:
Tercera divisió espanyola de futbol 2015-2016